# Nederlandske Ostindiske Kompagni
|  | Denne artikel handler om det Nederlandske Ostindiske Kompagni. For andre Ostindiske Kompagier, se Ostindisk Kompagni (flertydig) |
Nederlandske Ostindiske Kompagni, også kaldet Hollandske Ostindiske Kompagni eller Forenede Ostindiske Kompagni (nederlandsk: Vereenigde Oostindische Compagnie, forkortet VOC) var et selskab i Republikken af de syv forenede Nederlande stiftet 20. marts 1602 da det blev tildelt monopol på kolonivirksomhed i Asien af Generalstaterne (det hollandske parlament). Det var den første multinationale korporation i verden og det var det første selskab som udstedte aktier. Det forblev en vigtig spiller i handelen i næsten to århundreder før det gik konkurs og blev opløst i 1798.

## Opbygning
VOC bestod af 6 kamre (Kamers) i Amsterdam, Middelburg (for Zeeland), Enkhuizen, Delft, Hoorn og Rotterdam. Delegater fra disse kamre samlede sig som Heeren XVII (de sytten herrer).
Til rådet Heeren XVII blev der sendt 8 delegater fra kammeret i Amsterdam, fire fra Zeeland, og en fra hvert af de mindre kamre. Amsterdam havde derfor en betydelig stemme i rådet i det de kun manglede en stemme fra et flertal. Zeelanderne var særlig mistænksomme i opstarten af VOC af denne grund. Frygten var ikke ubegrundet siden det i praksis betød, at Amsterdam i realiteten bestemte kursen for kompagniets virksomhed.
De seks kamre skaffede startkapitalen for det Forenede Ostindiske kompagni:
Det var ikke så enkelt at skaffe kapital i Rotterdam. En betydelig del kom fra indbyggere i Dordrecht. Selvom byen ikke kunne skaffe lige så megen kapital som Amsterdam eller Zeeland, havde Enkhuizen den største aktiekapital i VOC. Mange af de første 358 aktieejere var mindre entrepenører som vovede at tage risikoen.
| Kammer    | Kapital (Gylden) |
| --------- | ---------------- |
| Amsterdam | 3.679.915        |
| Zeeland   | 1.300.405        |
| Enkhuizen | 540.000          |
| Delft     | 469.400          |
| Hoorn     | 266.868          |
| Rotterdam | 173.000          |
| Totalt:   | 6.424.588        |

## Historie
Da hollænderne af Filip 2. udelukkedes fra deres for længst indarbejdede og meget lukrative forbindelse med Lissabon, ansporedes de til selv at søge vejen mod Østen. I dette øjemed grundlagdes 1595 under ledelse af Cornelis Houtman, der kendte Forindien, det såkaldte Compagnie van verre (Selskabet for handel på de fjerne [verre] lande), det første ostindiske kompagni. Det var et kommanditselskab med en kapital af 290.000 floriner, hvilken strakte til at udruste 4 skibe. Efter 2½ års fravær kom Houtman hjem den 14. august 1597 fra sin forsøgsekspedition. Kommercielt gav den ikke stort udbytte, men vejen var brudt og en handelsoverenskomst med en fyrste på Java etableret. Flere flåder udsendtes, og andre selskaber dannedes. Resultatet var snart tab, snart glimrende profit. Indtil 1601 var der udsendt 15 ekspeditioner med tilsammen 65 skibe. Selskaberne konkurrerede allerede skarpt indbyrdes, og englænderne havde i 1600 oprettet deres Østasiatiske Kompagni. De syv Forenede Stater fandt det derfor nødvendigt at istandbringe en sammenslutning af alle deres selskaber, og den 20. marts 1602 udstedte Generalstaterne oktroj for Vereenigde Oostindische Compagnie, der begyndte med en kapital af 6½ mio. floriner, hvoraf over halvdelen hørte hjemme i Amsterdam, hvor den 17 mand stærke direktion havde sit sæde.
Kompagniet udviklede sig snart til at blive en mægtig rigdomskilde for landet, alle hollænderes stolthed, hvorfor også bestræbelserne for at opretholde og udvide dets monopol her efter længe kom til at gå som den røde tråd gennem Hollands kolonialpolitik. I modsætning til de portugisiske og spanske forgængeres besværlige, uøkonomiske og af klerikale bihensyn prægede fiskalregimente var denne hollandske kolonialpolitik smidig, opportunistisk, udholdende og købmandsmæssig økonomisk. Foreløbig lykkedes det den gennem lange tider at bevare et overordentlig lukrativt monopol på krydderihandelen. Ostasiatisk Kompagni var fra første færd udstyret med krigeriske magtmidler og bemyndigelse til at gøre brug af dem, og hermed nølede man ikke. Hurtig erhvervedes under kampe med indfødte og europæiske medbejlere store landområder. Som midtpunkt for disse blev 1619 byen Batavia anlagt. Engelskmændene fortrængtes fra Bagindien (Massakren ved Amboina 1623), og portugiserne blev aftvungne den ene efter den anden af deres besiddelser (således 1641 Malakka, 1656 Ceylon, 1663 Malabarkysten, hvor kun Goa levnedes dem). Ikke uden Bekymring fulgte den hjemmeværende administration denne erobringspolitik, der var jo uhyre kostbar. Ikke desto mindre formåede kompagniet på en glimrende måde at realisere også sine kommercielle formål. Dets årlige dividender var nemlig i de 200 år, hvori det virkede, gennemsnitlig 22 %, men højst ujævne, et år 75 %, et andet år intet, med tilsvarende stærke svingninger i aktiernes kursværdi. Årlig afgik 30—40 skibe, 600 à 1.000 tons store, til de indiske farvande, som regel i tre afdelinger. De udskibede varer havde kun ringe værdi; så meget højere derimod de hjemførte. To gange om året afhændes disse ved offentlige auktioner i Amsterdams Oost Indische Huys. Hovedmassen blev udført med stor fortjeneste for de hollandske mellemmænd.
Forenede Ostindiske Kompagni havde sin blomstringstid i det 17. århundrede, men mod dets slutning meldte omslaget sig. Udgifterne ved besiddelsernes bevarelse og administration blev stadig større og dermed kompagniets gæld. Dertil kom indre forfald. Protektion gik i svang hjemme, demoralisation og magtmisbrug derude. Monopolet blev efterhånden blot et skærmbræt, bag hvilket kompagniets funktionærer dækkede deres private handel og berigede sig i konkurrence med den institution, hvis interesser de skulle varetage. Det bragte ikke synderlig bedring heri og i den økonomiske stilling, at kompagniet med megen fremgang udviklede plantagesystemet, hvortil grunden blev lagt 1719, og som navnlig bragte kaffedyrkningen på Java i vejret. Kompagniets enehandel lod sig i længden ikke opretholde. 1791 blev der gjort et forsøg på at reorganisere kompagniet, men det var for sent; den 12. september 1795 stilledes det under statens administration, og 3 år senere overtog staten det som kronkolonier med aktiva og passiva, hvorved dets gæld, over 120 mio. floriner, blev statsgæld. Hvad der kunne reddes af det gamle ostasiatiske kompagnis handel, overførtes — dog uden særlige privilegier — på det 1824 oprettede, siden bestående »Nederlandsche Handelsmaatschappij«, der bevarede Amsterdam og Rotterdam som bestemmende markeder for kaffe, rørsukker, indigo og Kinabark.
Et af VOCs skibe S/S Westerbeek strandede den 2. september 1742 på Suðuroys vestkyst.